# Champagnat (Creuse)
Champagnat település Franciaországban, Creuse megyében. Lakosainak száma 480 fő (2022. január 1.). Champagnat Bosroger, La Chaussade, Lupersat, Mainsat, Peyrat-la-Nonière, Puy-Malsignat, La Serre-Bussière-Vieille, Saint-Domet, Saint-Maixant és Saint-Silvain-Bellegarde községekkel határos.

## Népesség
A település népességének változása:
| Lakosok száma | 604  | 482  | 438  | 407  | 455  | 463  | 467  | 471  | 474  | 480  |
|               | 1968 | 1982 | 1990 | 2006 | 2013 | 2015 | 2017 | 2019 | 2020 | 2022 |